# Andrzej Kołodziej

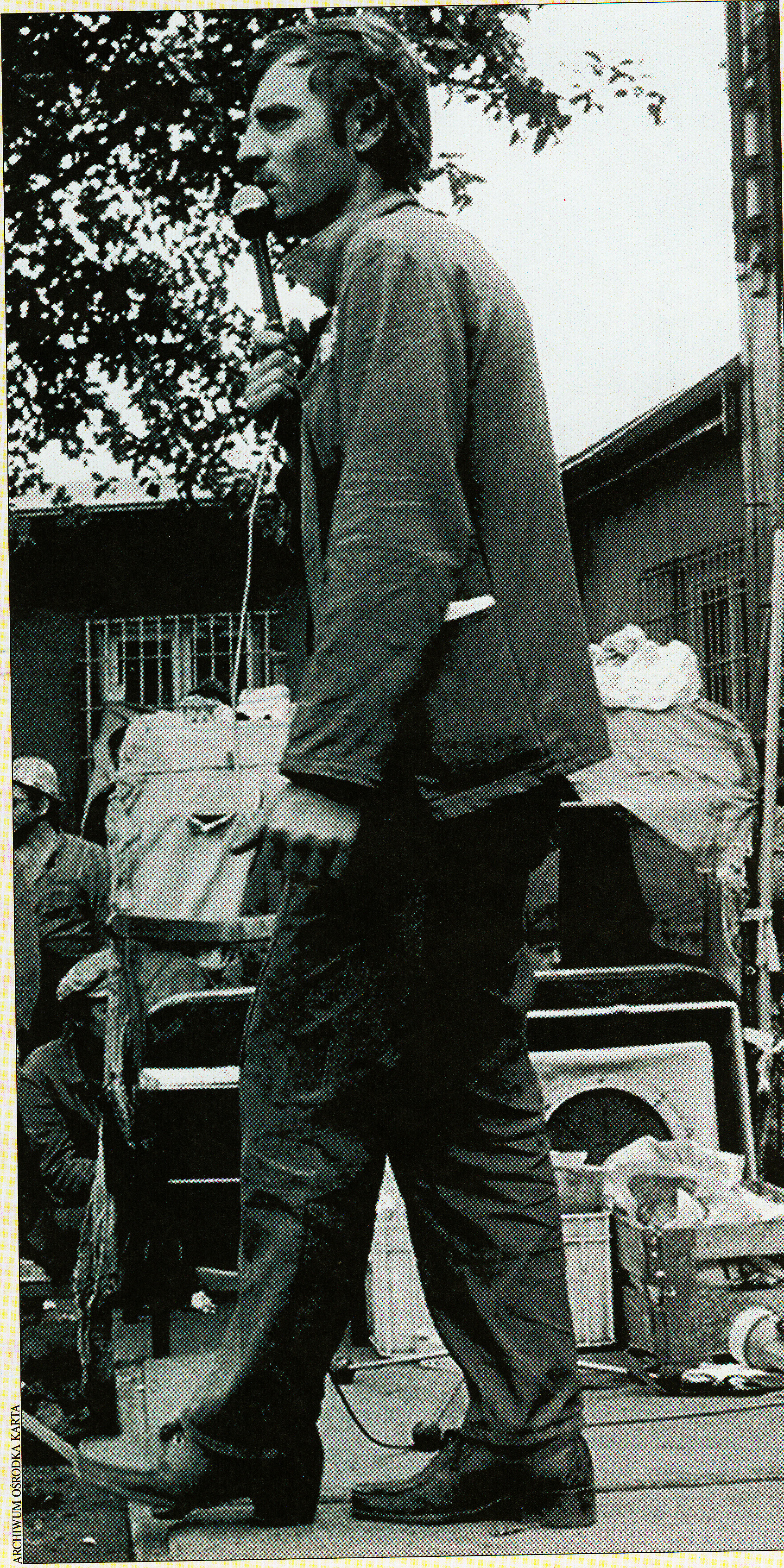
Andrzej Kołodziej przemawia do stoczniowców z wózka akumulatorowego, podczas strajku w sierpniu 1980 roku, w Stoczni im. Komuny Paryskiej w Gdyni

Andrzej Roman Kołodziej (ur. 18 listopada 1959 w Zagórzu) – polski działacz polityczny, sygnatariusz Porozumień Sierpniowych, działacz „Solidarności” oraz Solidarności Walczącej.

## Życiorys

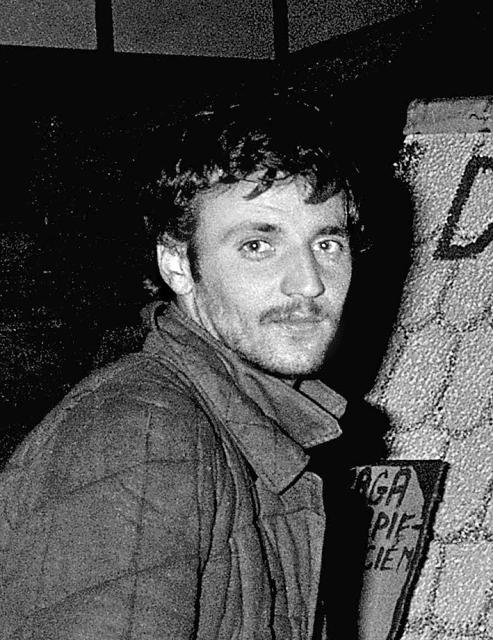
Andrzej Kołodziej podczas strajku w sierpniu 1980 w Stoczni im. Komuny Paryskiej w Gdyni

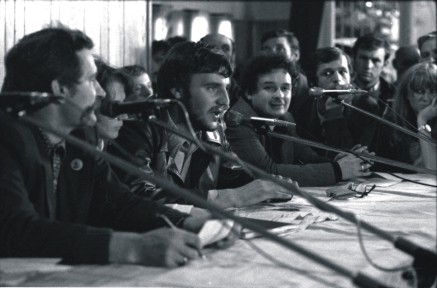
Andrzej Kołodziej podczas narady w Stoczni Gdańskiej im. Lenina w sierpniu 1980 roku; po lewej siedzi Lech Wałęsa, po prawej Lech Kaczyński

Był trzecim dzieckiem Tadeusza i Emilii z Kruczków; miał osiem sióstr: dwie starsze, sześć młodszych oraz brata. Dzieciństwo spędził w rodzinnym domu w Wielopolu. Ojciec Andrzeja – Tadeusz – był urzędnikiem kolejowym, matka Emilia pracowała na pogotowiu ratunkowym. Ojciec matki Andrzeja – Michał Kruczek, żołnierz 6 Pułku Strzelców Podhalańskich – brał udział w Kampanii Obronnej we wrześniu 1939, potem był żołnierzem Armii Krajowej. W domu regularnie słuchano polskojęzycznych rozgłośni radiowych nadających z Zachodu.
W 1977 ukończył Zasadniczą Szkołę Zawodową w Sanoku i w wieku 18 lat wyjechał na Wybrzeże. W latach 1978–1980 był uczniem Technikum Budowy Okrętów w Gdańsku. W latach 1977–1980 pracownik Stoczni Gdańskiej, od sierpnia 1980 Stoczni im. Komuny Paryskiej w Gdyni. W latach 1978–1980 działacz ROPCiO oraz Wolnych Związków Zawodowych Wybrzeża, drukarz „Robotnika Wybrzeża”, kolporter prasy i wydawnictw niezależnych na terenie Stoczni; w 1979 sygnatariusz Karty Praw Robotniczych; w styczniu 1980 zwolniony z pracy w SG.

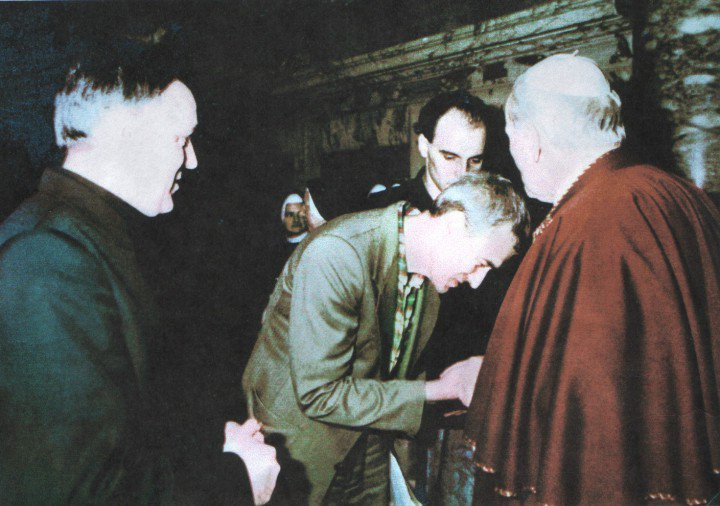
Andrzej Kołodziej z Kornelem Morawieckim podczas prywatnej audiencji u papieża Jana Pawła II, 3 maja 1988 po deportacji z Polski, w przeddzień rozmów Okrągłego Stołu.

 15 sierpnia 1980, w pierwszy dzień pracy w Stoczni im. Komuny Paryskiej był współorganizatorem strajku i w ten sam dzień został przewodniczącym Komitetu Strajkowego. Na skutek jego zdecydowanej postawy nie doszło do wygaszenia strajków na Wybrzeżu, choć Lech Wałęsa nalegał na szybkie zakończenie protestów. Sygnatariusz Porozumień Sierpniowych, następnie wiceprzewodniczący Międzyzakładowego Komitetu Strajkowego w Stoczni Gdańskiej; w „S” od września 1980; w latach 1980–1981 wiceprzewodniczący MKZ w Gdańsku odpowiedzialny za budowę struktur regionalnych związku.
W lipcu 1981 na Zjeździe Regionalnym NSZZ „S” w Gdyni sprzeciwił się nadaniu większych uprawnień Lechowi Wałęsie, oskarżając go publicznie o zdradę robotników w 1970 roku. Oświadczył również, iż nie zamierza być długopisem w ręku agenta i zrezygnował z funkcji zastępcy przewodniczącego NSZZ „Solidarność”.
Od stycznia 1981 z własnej inicjatywy organizator przerzutu wydawnictw niezależnych do Czechosłowacji; w październiku 1981 aresztowany przez czechosłowackie służby wewnętrzne podczas nielegalnego przekraczania granicy; w kwietniu 1982 skazany przez sąd w Ostrawie na rok i 9 miesięcy pozbawienia wolności; osadzony w więzieniach w Pradze i Litomierzycach; w lipcu 1983 przekazany władzom polskim i uwolniony. Był więziony także w areszcie w Sanoku oraz w Warszawie przy ul. Rakowieckiej.
W 1984 współzałożyciel, m.in. z Ewą Kubasiewicz i Romanem Zwiercanem Solidarności Walczącej Oddział Trójmiasto, członek Komitetu Wykonawczego SW; w listopadzie 1987, po aresztowaniu Kornela Morawieckiego, przewodniczący SW; w styczniu 1988 aresztowany i podstępem nakłoniony do wyjazdu z Polski na leczenie do Włoch (wraz z Kornelem Morawieckim). We wrześniu 1988 opublikował w paryskiej „Kulturze” artykuł Współrządzić czy konspirować, w którym podważył konieczność zasiadania do rozmów przy Okrągłym Stole. W 1990 powrócił do Polski.
W latach 1994–1998 pełnił funkcję przewodniczącego Rady Osiedla w rodzinnym Wielopolu, potem powrócił na Wybrzeże. W 2005 tworzył w Sopocie honorowy komitet poparcia Lecha Kaczyńskiego, kandydata na prezydenta RP. Kandydował do Rady Miasta Gdyni w wyborach samorządowych w 2010 z listy komitetu Wojciecha Szczurka „Samorządność”. Obecnie mieszka w Gdyni. Od lipca 2010 pełni funkcję prezesa Fundacji Pomorska Inicjatywa Historyczna.
W czerwcu 2016 był kandydatem Platformy Obywatelskiej na członka Kolegium Instytutu Pamięci Narodowej z ramienia Senatu RP, jednakże jego kandydatura nie uzyskała wymaganego poparcia właściwej komisji senackiej. Potem przystąpił do założonej przez Kornela Morawieckiego partii Wolni i Solidarni. W wyborach w 2023 kandydował do Sejmu z listy Prawa i Sprawiedliwości.
Wszedł w skład komitetu wspierającego kandydaturę Karola Nawrockiego na prezydenta RP w wyborach w 2025.

## Honorowe obywatelstwa
- Honorowy Obywatel Miasta Gdańska (2000)
- Honorowy Obywatel Miasta Zagórza (2005)[14][15]
- Honorowy Obywatel Miasta Gdyni (2014)[16]

## Ordery i odznaczenia
- 29 kwietnia 1988, za ofiarną działalność na rzecz sprawy polskiej, decyzją Prezydenta RP na uchodźstwie Kazimierza Sabbata został odznaczony Krzyżem Kawalerskim Orderu Odrodzenia Polski[17].
- 18 października 2001 uhonorowany przez Ministra Kultury i Dziedzictwa Narodowego odznaką Zasłużony Działacz Kultury.
- W 2006, za wybitne zasługi w działalności na rzecz przemian demokratycznych w Polsce, za osiągnięcia w pracy zawodowej i społecznej, został odznaczony przez prezydenta RP Lecha Kaczyńskiego Krzyżem Komandorskim Orderu Odrodzenia Polski[18].
- W maju 2010 za działalność w strukturach SW uhonorowany Krzyżem Solidarności Walczącej[19].
- 25 stycznia Rada Miasta Gdyni uchwałą nr XIV/299/12 z 25 stycznia 2012 roku nadała mu Medal im. Eugeniusza Kwiatkowskiego za wybitne zasługi dla miasta.
- 15 grudnia 2014 został laureatem nagrody honorowej „Świadek Historii” przyznanej przez Instytut Pamięci Narodowej[20].
- Postanowieniem prezydenta Andrzeja Dudy z 12 lutego 2016 został odznaczony Krzyżem Wolności i Solidarności[21].
- Medal „Pro Bono Poloniae” (2018)[22].

## Publikacje
- Andrzej Kołodziej, Gdyńscy Komunardzi. Wydanie pierwsze. Wyd. Verbicausa, Gdynia 2008, ISBN 978-83-60494-15-0
- Andrzej Kołodziej, Roman Zwiercan, ...o godność i wolność. Po prostu... Solidarność Walcząca w Trójmieście w latach 1982–1990. Wydanie pierwsze. Wyd. Magnes, Kościerzyna 2010, ISBN 978-83-62118-00-7
- Andrzej Kołodziej, Roman Zwiercan, ...o godność i wolność. Po prostu... Solidarność Walcząca w Trójmieście w latach 1982–1990. Wydanie drugie, uzupełnione. Wyd. Fundacja Pomorska Inicjatywa Historyczna, Kościerzyna 2010, ISBN 978-83-62471-00-3
- Andrzej Kołodziej, Roman Zwiercan, Solidarność Walcząca oddział Trójmiasto 1982–1990. Wydanie pierwsze. Wyd. Fundacja Pomorska Inicjatywa Historyczna, Gdynia 2012, ISBN 978-83-62631-01-8
- Andrzej Kołodziej, Wolne Związki Zawodowe Wybrzeża. Wydanie pierwsze, Wyd. Fundacja Pomorska Inicjatywa Historyczna, Gdynia 2012, ISBN 978-83-62631-00-1,
- Andrzej Kołodziej, Roman Zwiercan, Solidarność Walcząca oddział Trójmiasto 1982–1990. Wydanie drugie. Wyd. Fundacja Pomorska Inicjatywa Historyczna, Gdynia 2017, ISBN 978-83-62631-13-1,
- Danuta Sadowska, Roman Zwiercan, Andrzej Kołodziej, Ludzie Sierpnia 80 w Gdyni, Tom 1. Wyd. Fundacja Pomorska Inicjatywa Historyczna, Gdynia 2012, ISBN 978-83-62631-04-9
- Danuta Sadowska, Roman Zwiercan, Andrzej Kołodziej, Michał Guć, Ludzie Sierpnia 80 w Gdyni, Tom 2. Wyd. Fundacja Pomorska Inicjatywa Historyczna, Gdynia 2013, ISBN 978-83-62631-05-6
- Danuta Sadowska, Roman Zwiercan, Andrzej Kołodziej, Ludzie Sierpnia 80 w Gdyni, Tom 3. Wyd. Fundacja Pomorska Inicjatywa Historyczna, Gdynia 2014, ISBN 978-83-62631-08-7
- Danuta Sadowska, Roman Zwiercan, Andrzej Kołodziej, Ludzie Sierpnia 80 w Gdyni, Tom 4. Wyd. Fundacja Pomorska Inicjatywa Historyczna, Gdynia 2015, ISBN 978-83-62631-10-0
- Danuta Sadowska, Roman Zwiercan, Andrzej Kołodziej, Ludzie Sierpnia 80 w Gdyni, Tom 5. Wyd. Fundacja Pomorska Inicjatywa Historyczna, Gdynia 2016, ISBN 978-83-62631-12-4

## Filmografia
Kołodziej. Bardzo polska opowieść - film dokumentalny z 2019 w reż. Marii Dłużewskiej